# Colisión de las galaxias Los Ratones
Los Ratones (en inglés: The Mice) son un par de galaxias en la constelación de Coma Berenices que están en proceso de colisión y fusión. Su denominación es NGC 4676, y se encuentran a unos 300 millones de años luz de la Vía Láctea. El nombre proviene de sus largas colas.